# 大吻長嘴鱲
大吻长嘴鱲（学名：Raiamas longirostris）为輻鰭魚綱鯉形目鲤科长嘴鱲屬的鱼类，於1902年由乔治·亚伯特·布兰洁命名及描述。其种加词“longirostris”意为“长吻的”。分布於非洲剛果河上游，體長可達12公分，棲息在中底層水域。